# Charles Maene
Charles Maene (Roksem, 4 december 1882 - Bekegem, 2 juni 1975) was een Belgisch politicus behorend tot de CVP en burgemeester van Bekegem.

## Biografie
Carolus Ludovicus Maene, zoals zijn officiële naam was, kwam na zijn huwelijk met Julia Kyndt in 1909 in Bekegem wonen. Na de gemeenteraadsverkiezingen van 1952 werd Charles Maene op 2 januari 1953 tot burgemeester van Bekegem benoemd.
Hij bleef dit tot in 1964. In de gemeenteraadszitting van 6 januari 1953 werden Frans Viane en Petrus Pascal als schepenen verkozen.
Charles Maene overleed op 2 juni 1975 in Bekegem en werd bijgezet bij echtgenote Julia Kyndt.